# 上柳昌彦 土曜日のうなぎ
上柳昌彦　土曜日のうなぎ（うえやなぎまさひこ どようびのうなぎ）はニッポン放送で2008年10月4日から2009年3月28日に放送していた、バラエティ番組である。

## 番組概要
ニッポン放送の2008年度の週末ナイターオフ番組として、編成され、同年10月4日から番組開始。
毎週、首都圏の1つ或いは隣り合った2～3の街を生中継で歩いてその町の色々な人や物と触れ合う中継番組。街散歩しながら、ふと目にした店などへ気まぐれに入ることハプニング形式を採ってるため、中継の電波状況が悪くなり音声が途切れたり、道中で道に迷ったまま終了した回もあり、なお、スタジオに同局アナウンサーの増山が待機して、番組を進行する。
事前収録の18時台「ヤナセ・スタートーク」とニュース・天気予報・交通情報以外は原則として生中継で放送される。番組のキャッチフレーズは「街が好き、歌が好き、人が好き。」
2009年3月14日の放送では『増山さやか 土曜日のうさぎ』と改題し、増山が外からレポートした。

## タイムテーブル
- 17:30  オープニング・中継パート1
- 17:56  天気予報・交通情報
- 18:00  中継パート2
- 18:20  ニュース・天気予報・交通情報
- 18:28  ヤナセ・スタートーク＜提供・ヤナセ＞ 
  - 毎週1人のゲストを迎え、上柳がインタビューした模様を流す。毎週の舞台となる街はこの「スタートーク」出演のゲストゆかりの街が選ばれている。なお、第1回の中村征夫と第15回の竹中平蔵は生中継で上柳と街を歩いた。また、このコーナーの中で18:55頃交通情報が入る。
- 19:00　中継パート3
  - 19時台は全編生中継だが、日中のワイド番組のように生コマーシャルもあり、スタジオの増山ではなく中継に出た上柳が訪れた先で読んでいる。
- 19:54　エンディング
  - ボブ・ディランのライク・ア・ローリング・ストーンをBGMに、増山による「今日の出演」の読み上げが行われる。番組中に出会った人、放送に入り込んだ音（の主）、スタートークのゲストを登場順に紹介し、「スタジオは増山さやか、そして、上柳昌彦でした」とそれぞれ挨拶する。

## 出演者
共にニッポン放送アナウンサー（上柳は当時）
- パーソナリティ：上柳昌彦
- アシスタント：増山さやか

## 番組で訪れた街
過去、複数回街歩き時に出演者では無い、同局アナウンサーの飯田浩司が乱入する事があった
2008年
- 第1回（10月4日）　大井町（東京都品川区）　ゲスト・中村征夫（水中写真家）
- 第2回（10月11日）　両国（東京都墨田区）　ゲスト・舞の海秀平
- 第3回（11月15日）　新橋（東京都港区）　ゲスト・椎名誠
- 第4回（11月22日）　横浜　山手～伊勢佐木町～黄金町（神奈川県横浜市） ゲスト・北原照久
- 第5回（11月29日）　深川（東京都江東区）　ゲスト・三遊亭楽太郎
- 第6回（12月6日）　神楽坂（東京都新宿区）　ゲスト・加賀まりこ
  - 第46回ギャラクシー賞優秀賞受賞[1]
- 第7回（12月13日）　特集「追悼　赤塚不二夫さんを悼ぶのだ」（この回は21:00まで放送）
  - ゆかりの地からの中継に加え、ゲストの藤子不二雄A、ちばてつや、山下洋輔、長谷邦夫、唐十郎、赤塚えり子（フジオプロ社長、赤塚の実娘）とのインタビュー、告別式でのタモリの弔辞を交えての放送。なお20時台からは上柳はスタジオに戻って、増山と二人で普通のワイド番組のように放送した。
- 第8回（12月20日）　御茶ノ水・神保町（東京都千代田区・文京区）　ゲスト・宇崎竜童
- 第9回（12月27日）　上野（東京都台東区）　ゲスト・林家正蔵

2009年
- 第10回（1月3日）　亀戸・東京駅（東京都江東区・中央区）　ゲスト・東儀秀樹
- 第11回（1月10日）　洗足池（東京都大田区）　ゲスト・坂本冬美
- 第12回（1月17日）　青山・表参道（東京都港区・渋谷区）　ゲスト・藤村俊二
- 第13回（1月24日）　高円寺（東京都杉並区）　ゲスト・南こうせつ
- 第14回（1月31日）　茗荷谷・小日向（東京都文京区）　ゲスト・八嶋智人
- 第15回（2月7日）　永田町・半蔵門（東京都千代田区）　ゲスト・竹中平蔵
- 第16回（2月14日）　市川（千葉県市川市）　ゲスト・ヨネスケ
- 第17回（2月28日）　河田町（東京都新宿区）　ゲスト・八木亜希子（19時までの放送のため、ヤナセスタートークのコーナーのみ）
- 第18回（3月7日）　白金（東京都港区） ゲスト・マリーン
- 第19回（3月14日）　有楽町（東京都千代田区）　ゲスト・北山修（スタジオ）
- 第20回（3月21日）　谷中・根津・千駄木（東京都台東区・文京区）　ゲスト・黒岩祐治
- 第21回（3月28日）　築地・銀座（東京都中央区）　ゲスト・金子達仁